# High&Low The Red Rain
High&Low The Red Rain è un film d'azione giapponese del 2016 diretto da Yūdai Yamaguchi. Primo spin-off del franchise High&Low, il film si concentra sulla storia dei fratelli Amamiya, una delle forze più forti al mondo del franchise. La storia inizia quando i due fratelli più giovani trovano una ragazza che sembra sapere dove si trovi il loro fratello maggiore Takeru, scomparso un anno prima. È stato distribuito in Giappone dalla Shochiku l'8 ottobre 2016.
Il 16 luglio 2016, data di distribuzione di High&Low The Movie, venne annunciata l'uscita di High&Low The Red Rain per l'8 ottobre 2016. Era destinato ad essere il secondo film originale del franchise High&Low. Il film è stato presentato in anteprima a Tokyo il 21 settembre 2016, e ha incassato 1,21 miliardi di yen in Giappone.
Dopo eventi in anteprima tenuti a Taipei e Seul, il film è uscito a Taiwan il 20 gennaio 2017, e il 5 aprile 2017 in Corea del Sud.

## Trama
I fratelli Amamiya, Masaki e Hiroto, alla continua ricerca del loro fratello maggiore Takeru scomparso un anno fa, incontrano una persona che ha un indizio su dove si trovi Takeru.

## Produzione
Per girare le scene della gara motociclistica, la troupe e il cast hanno trascorso un mese nelle Filippine per girare lì molte delle scene d'azione. Takahiro, Hiroomi Tosaka e Takumi Saitō hanno anche imparato abilità nelle arti marziali, nelle quali i personaggi da loro interpretati sono bravi. Questo per rendere le scene di combattimento più coinvolgenti e cariche di tensione.

## Distribuzione
High&Low The Red Rain è stato presentato in anteprima al Marunouchi Piccadilly Cinema di Tokyo il 21 settembre 2016, quando è stato annunciato che il film avrebbe avuto eventi in anteprima in Corea del Sud e Taiwan. Il film è uscito in Giappone l'8 ottobre 2016.
Il 29 settembre 2016, il film è stato presentato in anteprima internazionale a Taipei al Lux Cinema. Takahiro e Hiroomi Tosaka hanno visitato Taiwan per partecipare all'evento e sono stati accolti da più di 1000 fan riunitisi sul red carpet e molti altri al cinema. Il 20 gennaio 2017, High&Low The Red Rain è stato rilasciato a Taiwan.
La prima di High&Low The Red Rain in Corea del Sud si è tenuta il 19 ottobre 2016 a Seoul, alla quale hanno partecipato Takahiro e Hiroomi Tosaka che hanno salutato i fan del film in coreano. Il film è uscito in Corea del Sud. il 5 aprile 2017.

## Accoglienza

### Botteghini
High&Low The Red Rain ha incassato circa 298 milioni di yen da 313 cinema nel suo primo weekend di trasmissione, ed è arrivato terzo al botteghino giapponese. Il film ha incassato in totale 1,21 miliardi di yen e ha attirato 923 mila spettatori.

## Sequel

### High&Low The Movie 2 / End of Sky
High&Low The Movie 2 / End Of Sky è stato rilasciato il 19 agosto 2017. È stato diretto da Sigeaki Kubo e Tsuyoshi Nakakuki.

### High&Low The Movie 3 / Final Mission
High&Low The Movie 3 / Final Mission è stato rilasciato l'11 novembre 2017. È stato diretto da Sigeaki Kubo e Tsuyoshi Nakakuki.